# Liste der Baudenkmäler in Langquaid
Auf dieser Seite sind die Baudenkmäler in dem niederbayerischen Markt Langquaid zusammengestellt. Diese Tabelle ist eine Teilliste der Liste der Baudenkmäler in Bayern. Grundlage ist die Bayerische Denkmalliste, die auf Basis des Bayerischen Denkmalschutzgesetzes vom 1. Oktober 1973 erstmals erstellt wurde und seither durch das Bayerische Landesamt für Denkmalpflege geführt wird. Die folgenden Angaben ersetzen nicht die rechtsverbindliche Auskunft der Denkmalschutzbehörde.

## Ensembles

### Ensemble Marktplatz Langquaid

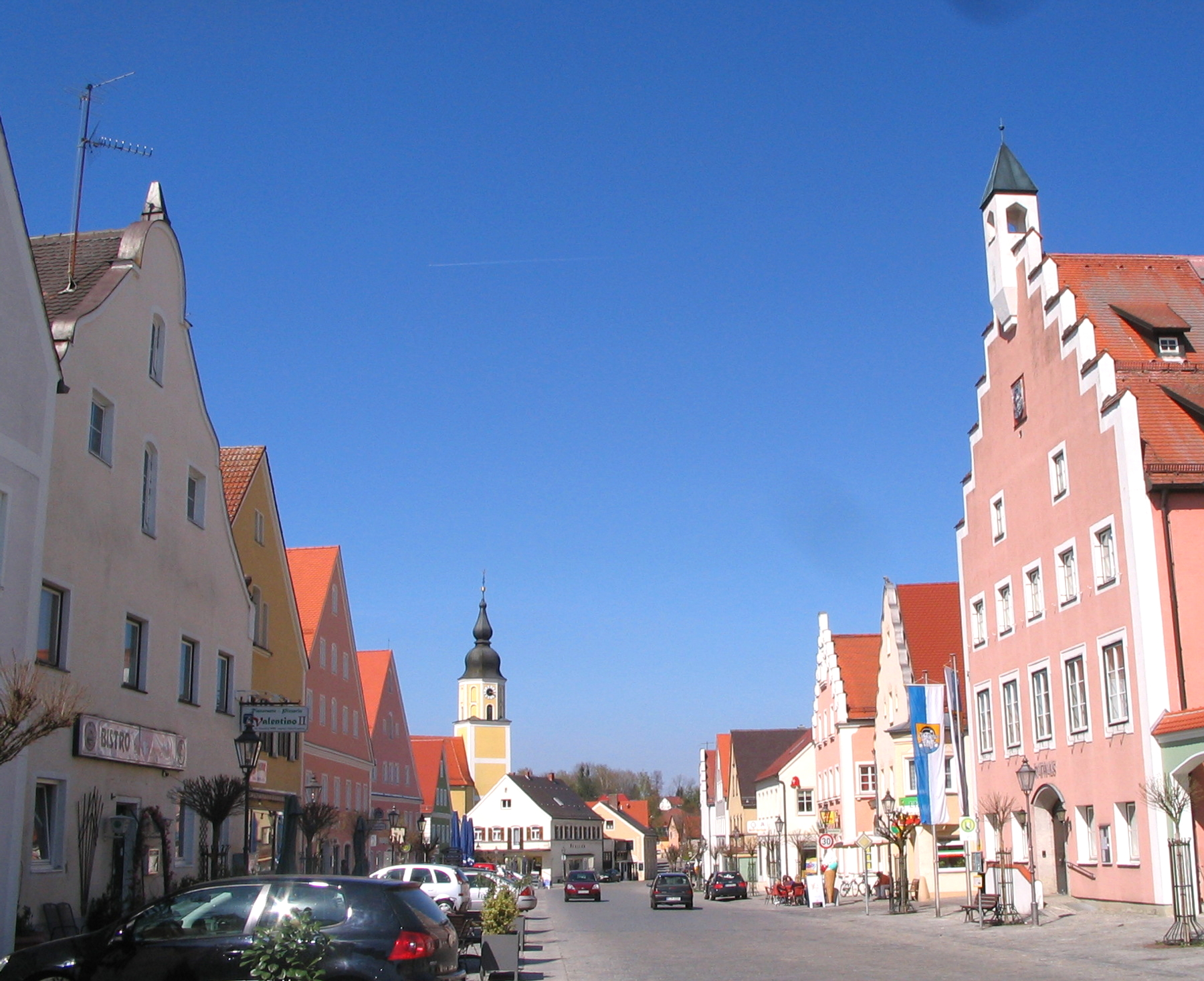
Marktplatz Langquaid

Das Ensemble umfasst die nord-südlich gerichtete Marktstraße des Marktortes Langquaid mit ihren Anwesen. An einer alten Durchgangsstraße durch das Tal der Großen Laaber zwischen Rottenburg und Schierling gelegen, weitet sie sich in der Ortsmitte zum weitläufig-langgedehnten, gepflasterten Straßenmarkt aus. Seine Längsseiten werden von meist zweigeschossigen, in der Regel giebelständigen Handwerker-, ehemaligen Ackerbürger- und Gasthäusern eingefasst, verputzte Bauten, die meist dem 17. bis mittleren 19. Jahrhundert entstammen und denen umbaute Hofräume nachgeordnet sind. An der Westseite des Platzes sind sie in lebendigen Staffelungen geordnet, die Ostseite fluchtet gerade.
Am nördlichen Ende des in dieser Richtung leicht abschüssigen Platzes tritt die mittelalterliche Pfarrkirche St. Jakobus mit ihrem barocken Turm in das Platzbild. Die Anwesen Nr. 13, 15, und 16, die ihr ringförmig vorgelagert sind, engen den Platzrahmen an dieser Stelle ein, bevor sich die Straße in die Kelheimer und in die Schierlinger Richtung gabelt. Ebenso erfährt der Platz am Südende eine Begrenzung durch den großen Walmdach-Eckbau Nr. 1. Die westliche Ensemblegrenze bilden dicht aneinander gereihte traufseitige Scheunen, die den Anwesen am Marktplatz nachgeordnet sind. Die entsprechende Bebauung an der Ostseite ist weitgehend verändert.
Aktennummer: E-2-73-141-1

## Baudenkmäler nach Ortsteilen

### Langquaid
| Lage                                              | Objekt                                  | Beschreibung | Akten-Nr.     | Bild                               |
| ------------------------------------------------- | --------------------------------------- | --- | ------------- | ---------------------------------- |
| Am Bahnhof 3 (Standort)                           | Ehemaliger Bahnhof, jetzt Wohnhaus      | Zweigeschossiger Walmdachbau mit zweigeschossiger Auslucht nach Osten, mit Putzstreifengliederung und neobarocken Fensterumrahmungen, um 1903 | D-2-73-141-1  | Ehemaliger Bahnhof, jetzt Wohnhaus |
| Beethovenstraße 2, Leierndorfer Straße (Standort) | Kruzifix                                | Steinernes Kreuz auf bossiertem Sockel, mit gusseiserner Christusfigur, bezeichnet „1858“. | D-2-73-141-4  | Kruzifix                           |
| Friedhofstraße 6 (Standort)                       | Kleinbauernhaus                         | Erdgeschossiger Satteldachbau mit Stalltor im nördlichen Bereich, Nordgiebel mit Verbretterung, 18./19. Jahrhundert | D-2-73-141-2  | Kleinbauernhaus                    |
| Kiefernstraße (Standort)                          | Marienkapelle                           | Rechteckiger Barockbau, dreiseitig geschlossener Satteldachbau mit kräftigem Kranzgesims, um 1700; mit Ausstattung | D-2-73-141-3  | Marienkapelle                      |
| Marktplatz 1 (Standort)                           | Kastnerhaus, Wohnhaus                   | Zweigeschossiger, verputzter Massivbau mit Walmdach, 18. Jahrhundert Kelleranlage, 18. und 19. Jahrhundert | D-2-73-141-6  | Kastnerhaus, Wohnhaus              |
| Marktplatz 6 (Standort)                           | Gasthaus                                | zweigeschossiger, giebelständiger Satteldachbau mit Schweifgiebel und Hoftor, 18./19. Jahrhundert, im Kern wohl älter | D-2-73-141-52 | BW                                 |
| Marktplatz 8 (Standort)                           | Gasthof                                 | Breitgelagerter zweigeschossiger Satteldachbau mit Eckrustizierung und gestuftem Gesims, 17. Jahrhundert | D-2-73-141-7  | Gasthof                            |
| Marktplatz 10 (Standort)                          | Gasthof                                 | Breitgelagerter zweigeschossiger Satteldachbau mit Eckrustizierung und gestuftem Gesims, 17. Jahrhundert | D-2-73-141-8  | Gasthof                            |
| Marktplatz 12 (Standort)                          | Gasthof                                 | Breitgelagerter zweigeschossiger Bau mit Mansardwalmdach, mit eingeschossiger Auslucht nach Osten, 18. Jahrhundert | D-2-73-141-9  | Gasthof                            |
| Marktplatz 13 (Standort)                          | Wohnhaus                                | Zweigeschossig, mit Schweifgiebel, 18./19. Jahrhundert | D-2-73-141-10 | Wohnhaus                           |
| Marktplatz 14 (Standort)                          | Katholische Pfarrkirche St. Jakob d. Ä. | Saalkirche mit Steildach, eingezogenem Rechteckchor und Chorscheitelturm, Portalvorhalle nach Süden, Chor und Turm im Kern romanisch, 13. Jahrhundert, Langhaus spätgotisch, 15. Jahrhundert, Barockisierung der Anlage um 1740, Verlängerung nach Westen, 1917; mit Ausstattung Seelenkapelle, rechteckiger Satteldachbau, 18. Jahrhundert Friedhofsmauer mit Grabdenkmälern des 17. bis 19. Jahrhunderts Ölbergszene in kleiner Flachsatteldachkapelle mit segmentbogiger Bildöffnung, 1643 | D-2-73-141-11 | weitere Bilder                     |
| Marktplatz 22 (Standort)                          | Wohnhaus                                | Zweigeschossiger Satteldachbau mit Kniestock, wohl 18. Jahrhundert, Zinnengiebel-Fassade Ende 19. Jahrhundert | D-2-73-141-12 | Wohnhaus                           |
| Marktplatz 23 (Standort)                          | Wohnhaus                                | Zweigeschossiger Steildachbau mit Wellengiebel und eingeschossigem Eckerker, im Kern 17. Jahrhundert | D-2-73-141-13 | Wohnhaus                           |

### Adlhausen
| Lage                      | Objekt                                              | Beschreibung | Akten-Nr.     | Bild           |
| ------------------------- | --------------------------------------------------- | --- | ------------- | -------------- |
| Kirchstraße 2 (Standort)  | Kriegerdenkmal für die Gefallenen beider Weltkriege | Darstellung eines Soldaten des Ersten Weltkriegs auf pylonartigem Postament, mit Inschrifttafeln, 1920er Jahre, Tafel mit Gefallenennamen des Zweiten Weltkriegs später hinzugefügt. | D-2-73-141-51 | BW             |
| Kirchstraße 4 (Standort)  | Katholische Kirche Mariä Himmelfahrt                | Saalkirche mit Satteldach und eingezogenem, fünfseitig geschlossenem Chor, schlanker Flankenturm mit Spitzhelm nach Norden, neugotisch, 1864/65 von Leonhard Schmidtner; mit Ausstattung; Kirchhofmauer, mit mächtigen Strebepfeilern nach Süden, 19. Jahrhundert, im Kern wohl älter.                                                                                                  | D-2-73-141-15 | weitere Bilder |
| Schloßstraße 1 (Standort) | Ehemaliges Hofmarksschloss                          | Zweigeschossiger Längstrakt nach Süden, mit Satteldach, Schweifgiebel und zweigeschossigen Ausluchten zur Giebel- und Traufseite, 17. Jahrhundert, nach Brand 1913 erneuert, zweigeschossiger Nordflügel mit Durchfahrt Brauhaus, zweigeschossiger Steilgiebelbau, in Ziegelbauweise mit mächtigem Kranzgesims, letztes Viertel 18. Jahrhundert Hoftor, letztes Viertel 18. Jahrhundert | D-2-73-141-19 | weitere Bilder |

### Hellring
| Lage                                                    | Objekt                       | Beschreibung | Akten-Nr.     | Bild           |
| ------------------------------------------------------- | ---------------------------- | --- | ------------- | -------------- |
| Hellring 9 (Standort)                                   | Wallfahrtskirche St. Ottilia | Saalkirche mit Satteldach und leicht eingezogenem, rundbogig abgeschlossenem Chor, nördlicher Flankenturm mit Pilastergliederung und Zwiebelhaube, 1733–35; mit Ausstattung | D-2-73-141-21 | weitere Bilder |
| Hellring 9 (neben dem Westportal der Kirche) (Standort) | Steinkreuz                   | In der Form eines Deutschordenskreuzes, Höhe 90 cm; am Querbalken ist die Jahreszahl 1733 in römischen Ziffern zu lesen: „MDCCXXXCCC“                                       | D-2-73-141-22 | Steinkreuz     |

### Kitzenhofen
| Lage                      | Objekt                          | Beschreibung | Akten-Nr.     | Bild                            |
| ------------------------- | ------------------------------- | --- | ------------- | ------------------------------- |
| Kitzenhofen 6 (Standort)  | Zugehöriges Taubenhaus          | Aufbau als Zentralbau mit mittlerem Turm, Holz mit Steinarchitektur darstellender Bemalung, wohl 1867                                                                                                | D-2-73-141-27 | BW                              |
| Kitzenhofen 10 (Standort) | Katholische Kirche St. Wolfgang | Dreiseitig geschlossene Saalkirche mit Satteldach, frühgotisch, zweite Hälfte 13. Jahrhundert, barocker Ausbau im 18. Jahrhundert, Flankenturm mit Spitzhelm nach Norden, wohl 1909; mit Ausstattung | D-2-73-141-26 | Katholische Kirche St. Wolfgang |

### Leitenhausen
| Lage                        | Objekt                          | Beschreibung | Akten-Nr.     | Bild           |
| --------------------------- | ------------------------------- | --- | ------------- | -------------- |
| Leitenhausen 251 (Standort) | Kirche St. Agatha               | Saalkirche mit Steildach und stark eingezogenem Kastenchor, mit Chorturm, spätromanisch, 13. Jahrhundert, im 18. Jahrhundert barockisiert, Turm um das Oktogon und die Kuppel erweitert; mit Ausstattung Kriegerdenkmal für die Gefallenen beider Weltkriege, obeliskartige Form, reliefiert und mit Kugel bekrönt, 1920er Jahre, Jahreszahlen des Zweiten Weltkriegs später hinzugefügt | D-2-73-141-28 | weitere Bilder |
| Sankt Coloman 1 (Standort)  | Katholische Kapelle St. Koloman | Chorlose Saalkirche mit Satteldach und östlich angesetztem Turm mit Zwiebelhaube, spätes 17. Jahrhundert; mit Ausstattung; in beherrschender Höhenlage gelegen | D-2-73-141-29 | weitere Bilder |

### Mitterschneidhart
| Lage                                      | Objekt                        | Beschreibung | Akten-Nr.     | Bild           |
| ----------------------------------------- | ----------------------------- | --- | ------------- | -------------- |
| Kapellenfeld, am Weg nach Grub (Standort) | Wegkapelle                    | Satteldachbau mit eingezogener halbrunder Apsis, mit Putzgliederungen und segmentbogigen Öffnungen, neubarock, wohl Anfang 20. Jahrhundert; mit Ausstattung | D-2-73-141-32 | Wegkapelle     |
| Mitterschneidhart 13 (Standort)           | Katholische Kirche St. Martin | Saalkirche mit Satteldach und dreiseitig geschlossenem Chor, mit Lisenengliederung und kräftigem Abschlussgesims, Flankenturm nach Norden mit Glockenhaube, Ende 17. Jahrhundert, Langhaus erweitert im 19. Jahrhundert; mit Ausstattung Kirchhofmauer, 18./19. Jahrhundert | D-2-73-141-31 | weitere Bilder |

### Neuhaus
| Lage                         | Objekt                                                    | Beschreibung                                                    | Akten-Nr.     | Bild |
| ---------------------------- | --------------------------------------------------------- | --------------------------------------------------------------- | ------------- | ---- |
| Hellringer Straße (Standort) | Gusseisenkreuz zum Gedenken an den napoleonischen Feldzug | Auf Steinsockel, bezeichnet „1809“, wohl spätes 19. Jahrhundert | D-2-73-141-23 | BW   |

### Niederleierndorf
| Lage                      | Objekt                                         | Beschreibung | Akten-Nr.     | Bild                                      |
| ------------------------- | ---------------------------------------------- | --- | ------------- | ----------------------------------------- |
| Am Bahnsteig 1 (Standort) | Ehemaliger Bahnhof                             | Zweigeschossiger Walmdachbau mit neobarocker Fassadengliederung, um 1903 | D-2-73-141-41 | Ehemaliger Bahnhof                        |
| Hauptstraße 1 (Standort)  | Katholische Wallfahrtskirche Mariä Himmelfahrt | Saalkirche mit Satteldach und eingezogenem, halbrund geschlossenem Chor, Flankenturm nach Norden mit langgestreckter Zwiebelhaube, Barockbau von 1740 unter Verwendung des mittelalterlichen Turms; mit Ausstattung Seelenkapelle, Satteldachbau über geknicktem Grundriss, mit liegenden Ovalfenstern und Giebelreiter, 17./18. Jahrhundert Kirchhofmauer, mit Ziegelabdeckung und eingelassenen Grabmälern, wohl 17./18. Jahrhundert | D-2-73-141-40 | weitere Bilder                            |
| Hauptstraße 5 (Standort)  | Wohnhaus eines Dreiseithofes                   | Zweigeschossiger Satteldachbau, hofseitig mit Greddach Stall, nach Südwesten anschließend, erdgeschossig mit Satteldach, hofseitig mit Greddach, erste Hälfte 19. Jahrhundert | D-2-73-141-38 | BW                                        |
| Hauptstraße 8 (Standort)  | Wohnhaus eines Dreiseithofes                   | Zweigeschossiger Blockbau mit Flachsatteldach und Laube, 18. Jahrhundert Stallgebäude, eingeschossiger Längstrakt mit Satteldach, 18. Jahrhundert | D-2-73-141-36 | Wohnhaus eines Dreiseithofes              |
| Hauptstraße 12 (Standort) | Ehemaliges Benefiziatenhaus                    | Zweigeschossiger Walmdachbau mit Portalrahmung, um Mitte 18. Jahrhundert | D-2-73-141-37 | Ehemaliges Benefiziatenhaus               |
| Wiesenweg 1 (Standort)    | Ehemaliges Amtshaus des Schlosses Gitting      | Zweigeschossiger Satteldachbau, 18. Jahrhundert, im Kern wohl älter, Veränderungen seit dem 19. Jahrhundert | D-2-73-141-39 | Ehemaliges Amtshaus des Schlosses Gitting |

### Oberleierndorf
| Lage                         | Objekt                         | Beschreibung | Akten-Nr.     | Bild                           |
| ---------------------------- | ------------------------------ | --- | ------------- | ------------------------------ |
| Oberleierndorf 12 (Standort) | Katholische Kirche St. Stephan | Saalkirche mit Steildach und eingezogenem Kastenchor, 13./14. Jahrhundert, barockisiert in der ersten Hälfte des 18. Jahrhunderts, Chorturm, Obergeschosse und Spitzhelm Ende 19. Jahrhundert, Sakristei spätgotisch; mit Ausstattung Friedhofsmauer, Bruchstein mit Ziegelabdeckung, wohl 18. Jahrhundert | D-2-73-141-42 | Katholische Kirche St. Stephan |

### Oberschneidhart
| Lage                         | Objekt        | Beschreibung | Akten-Nr.     | Bild |
| ---------------------------- | ------------- | --- | ------------- | ---- |
| Oberschneidhart 9 (Standort) | Wohnstallhaus | Obergeschoss in Blockbauweise, mit Flachsatteldach, 18. Jahrhundert; Stadel, Blockbau mit Krüppelwalmdach, 18./Anfang 19. Jahrhundert. | D-2-73-141-44 | BW   |

### Paring
| Lage                  | Objekt                            | Beschreibung | Akten-Nr.     | Bild                              |
| --------------------- | --------------------------------- | --- | ------------- | --------------------------------- |
| Paring 1 (Standort)   | Augustiner-Chorherrenstift Paring | Katholische Pfarrkirche St. Michael, ehemalige Augustinerchorherren-Stiftskirche, Langhausmauern, Vorhalle und Turm romanisch, 1139 ff., spätgotischer Umbau und Chorneubau 1511–18, Umbau der Kirche zum barocken Saalbau 1764–69, gleichzeitig Anbau der Sakristei und Sebastianskapelle; mit Ausstattung Pfarrhaus, ehemaliges Stiftsgebäude, 18. Jahrhundert, mit mittelalterlichen Bauteilen, anschließend an den Kirchturm Schulhaus, ehemalige Propstei, 18./19. Jahrhundert, angebaut an den Turm Klostermauer und Toreinfahrt, 18. Jahrhundert Bildsäule, bezeichnet „1720“, vor der Kirche | D-2-73-141-49 | weitere Bilder                    |
| Paring 15 (Standort)  | Bauernhaus                        | Zweigeschossiger Blockbau mit Flachsatteldach, 18. Jahrhundert | D-2-73-141-46 | Bauernhaus                        |
| Paring 17 (Standort)  | Ehemaliges Bauernhaus             | Zweigeschossiger Walmdachbau mit Obergeschosslaube, 18./frühes 19. Jahrhundert Zugehöriges Stallgebäude, eingeschossig mit Satteldach, wohl gleichzeitig | D-2-73-141-45 | Ehemaliges Bauernhaus             |
| Paring 112 (Standort) | Bildstock                         | Ädikulaförmiger Aufbau mit Kreuzbekrönung, um 1900 | D-2-73-141-50 | Bildstock                         |
| Paring 231 (Standort) | Wohnstallhaus eines Dreiseithofes | Zweigeschossiger Satteldachbau mit verputztem Blockbau-Obergeschoss und Laube, 18. Jahrhundert | D-2-73-141-47 | Wohnstallhaus eines Dreiseithofes |

### Unterschneidhart
| Lage                                                          | Objekt                                        | Beschreibung | Akten-Nr.     | Bild                                          |
| ------------------------------------------------------------- | --------------------------------------------- | --- | ------------- | --------------------------------------------- |
| Im Elend; Kr KEH 26, am Weg nach Mitterschneidhart (Standort) | Denkstein zum Andenken an die heilige Ottilia | Steinrelief, bildstockartiger Aufbau, spitzbogige Blendarkade mit Inschriftfeld, dreistufiger Abschluss mit Kreuzbekrönung, Neugotik, bezeichnet „1935“ (vermutlich Zweitverwendung) | D-2-73-141-25 | Denkstein zum Andenken an die heilige Ottilia |

### Viehhausen
| Lage                                                       | Objekt     | Beschreibung | Akten-Nr.     | Bild |
| ---------------------------------------------------------- | ---------- | --- | ------------- | ---- |
| Hellringer Straße; Nähe Neuhaus, am Weg nach Viehhausen () | Steinsäule | Schlanker Säulenschaft mit Korbkapitell und Inschrift, bezeichnet „1869“, darauf schmiedeeiserne Kreuzigungsgruppe | D-2-73-141-24 |      |